# Buba (rivier)
De Buba rivier, in het Portugees Rio Grande de Buba of Rio Buba genoemd, is eigenlijk een estuarium in West-Afrika dat zich volledig bevindt in Guinee-Bissau. De Buba mondt uit in de Atlantische Oceaan en  is ongeveer 54 kilometer lang. Waar de rivier uitmondt in de Atlantische Oceaan is deze vier kilometer breed.
Het estuarium is uniek in West-Afrika: geen andere zeearm die zich zo ver landinwaarts uitstrekt, met een maximum diepte van ongeveer 30 meter. De stad Buba ligt aan het oostelijke einde van het estuarium.

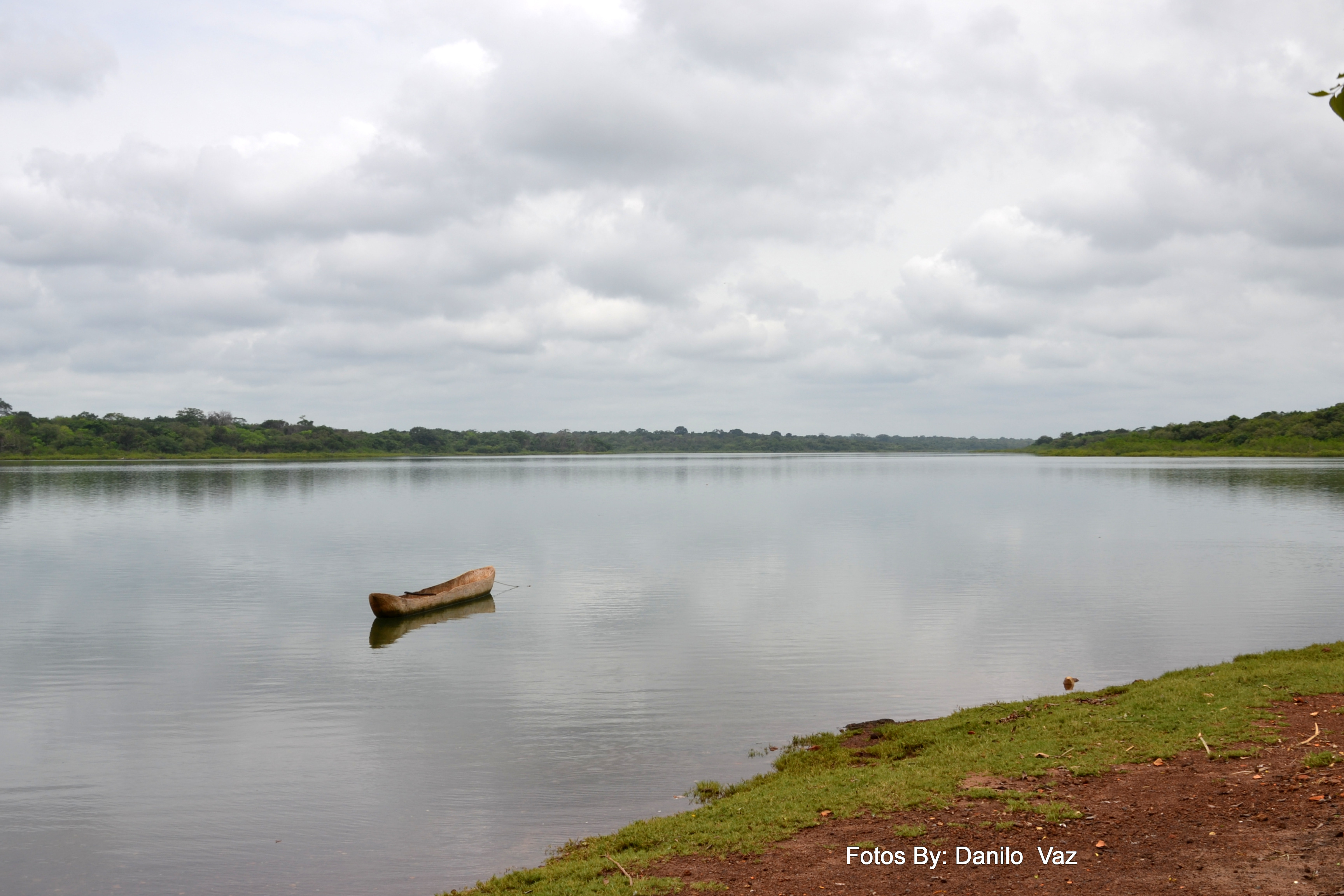
De Buba rivier

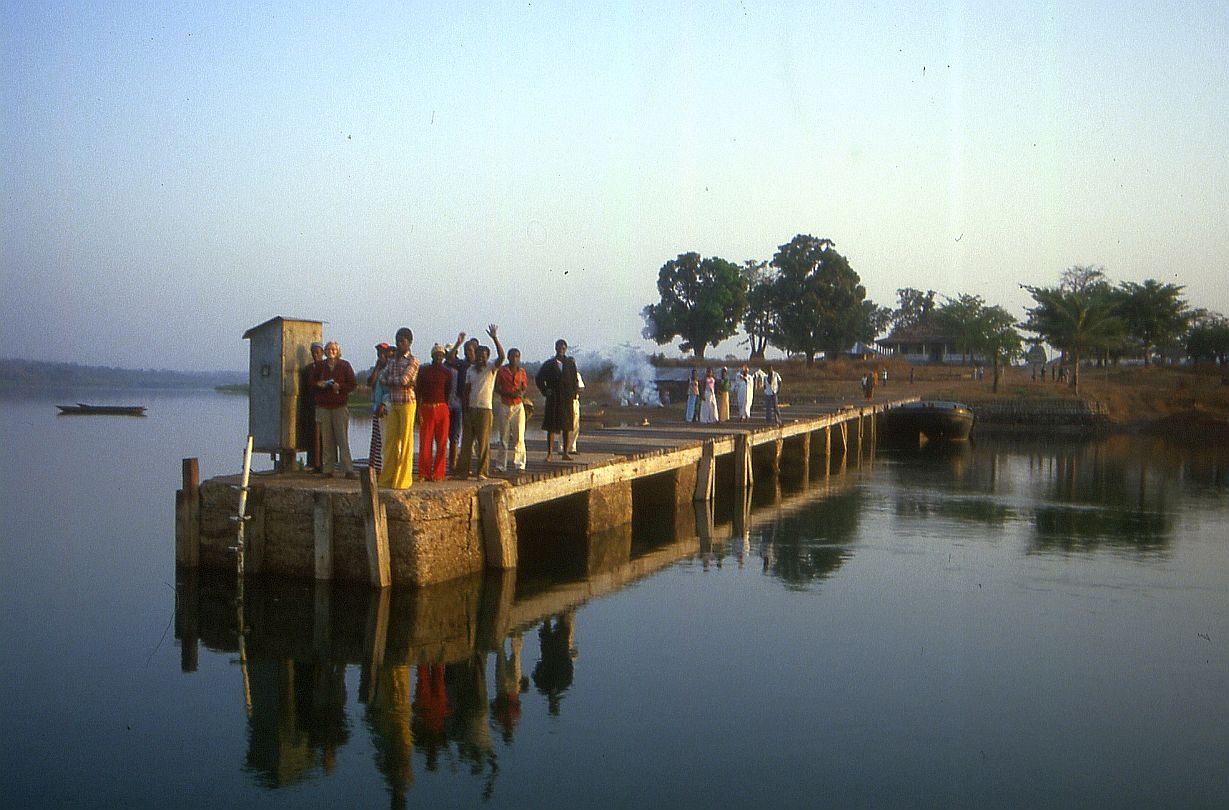
Havenhoofd Buba ongeveer 1980

- Virtual International Authority File: 315143893